# Alpiner Nor-Am Cup 2024/25
Der Alpine Nor-Am Cup 2024/25 sollten am 16. November 2024 in Copper Mountain beginnen und endete am 20. März 2025 Sugarloaf bzw. Burke. Es war die 54. Saison dieser Rennserie (beziehungsweise die 48. unter der Ägide des Internationalen Ski-Verbandes FIS), die als einer der Kontinentalcups im alpinen Skisport traditionell einen Teil des Unterbaus zum Weltcup bildet.

## Cupwertungen

### Gesamt
| Rang | Athlet               | Punkte |
| ---- | -------------------- | ------ |
| 1    | Raphael Lessard      | 1154   |
| 2    | Johs Bråthen Herland | 556    |
| 3    | Isaiah Nelson        | 444    |
| 4    | Kyle Blandford       | 438    |
| 5    | Tanner Perkins       | 417    |

| Rang | Athletin         | Punkte |
| ---- | ---------------- | ------ |
| 1    | Annika Hunt      | 938    |
| 2    | Elisabeth Bocock | 740    |
| 3    | Liv Moritz       | 738    |
| 4    | Mary Bocock      | 677    |
| 5    | Haley Cutler     | 576    |

### Abfahrt
| Rang | Athlet          | Punkte |
| ---- | --------------- | ------ |
| 1    | Raphael Lessard | 310    |
| 2    | Kyle Alexander  | 200    |
| 3    | Jeffrey Read    | 160    |
| 4    | Kyle Blandford  | 158    |
| 5    | Hunter Salani   | 140    |

| Rang | Athletin         | Punkte |
| ---- | ---------------- | ------ |
| 1    | Annika Hunt      | 300    |
| 2    | Haley Cutler     | 290    |
| 3    | Estelle Martin   | 200    |
| 4    | Bobbi Jo Griffin | 185    |
| 5    | Mary Bocock      | 160    |

### Super-G
| Rang | Athlet          | Punkte |
| ---- | --------------- | ------ |
| 1    | Raphael Lessard | 530    |
| 2    | Tanner Perkins  | 237    |
| 3    | Brodie Seger    | 219    |
| 4    | Kyle Blandford  | 204    |
| 5    | Kyle Negomir    | 180    |

| Rang | Athletin         | Punkte |
| ---- | ---------------- | ------ |
| 1    | Annika Hunt      | 378    |
| 2    | Haley Cutler     | 286    |
| 3    | Mary Bocock      | 280    |
| 4    | Tatum Grosdidier | 271    |
| 5    | Dasha Romanov    | 215    |

### Riesenslalom
| Rang | Athlet               | Punkte |
| ---- | -------------------- | ------ |
| 1    | Liam Wallace         | 380    |
| 2    | Johs Bråthen Herland | 254    |
| 3    | Isaiah Nelson        | 240    |
| 4    | Asher Jordan         | 214    |
| 5    | Jacob Dilling        | 207    |

| Rang | Athletin           | Punkte |
| ---- | ------------------ | ------ |
| 1    | Elisabeth Bocock   | 336    |
| 2    | Adriana Jelinkova  | 300    |
| 3    | Justine Lamontagne | 265    |
| 4    | Liv Moritz         | 225    |
| 5    | Mary Bocock        | 203    |

### Slalom
| Rang | Athlet               | Punkte |
| ---- | -------------------- | ------ |
| 1    | Matej Vidovic        | 396    |
| 2    | Raphael Lessard      | 263    |
| 3    | Stanley Buzek        | 260    |
| 4    | Jesse Kertesz-Knight | 235    |
| 5    | Camden Palmquist     | 200    |

| Rang | Athletin         | Punkte |
| ---- | ---------------- | ------ |
| 1    | Liv Moritz       | 318    |
| 2    | Kiki Alexander   | 279    |
| 3    | Elisabeth Bocock | 250    |
| 4    | Victoria Palla   | 237    |
| 5    | Sara Rask        | 205    |

## Podestplatzierungen Herren

### Abfahrt
| Datum      | Ort             | 1. Platz        | 2. Platz        | 3. Platz       | Führender Disziplinenwertung |
| ---------- | --------------- | --------------- | --------------- | -------------- | ---------------------------- |
| 05.02.2025 | Kimberley (CAN) | Kyle Alexander  | Raphael Lessard | Mattias Wilson | Kyle Alexander               |
| 07.02.2025 | Kimberley (CAN) | Kyle Alexander  | Raphael Lessard | Mattias Wilson | Kyle Alexander               |
| 12.03.2025 | Sugarloaf (USA) | Jeffrey Read    | Sam Morse       | Tristan Lane   | Raphael Lessard              |
| 12.03.2025 | Sugarloaf (USA) | Raphael Lessard | Wiley Maple     | Jeffrey Read   | Raphael Lessard              |

### Super-G
| Datum      | Ort                   | 1. Platz                                                           | 2. Platz                                                           | 3. Platz                                                           | Führender Disziplinenwertung |
| ---------- | --------------------- | ------------------------------------------------------------------ | ------------------------------------------------------------------ | ------------------------------------------------------------------ | ---------------------------- |
| 16.11.2024 | Copper Mountain (USA) | Rennen abgesagt, Ersatzrennen am 10. bzw. 11. Dezember in Panorama | Rennen abgesagt, Ersatzrennen am 10. bzw. 11. Dezember in Panorama | Rennen abgesagt, Ersatzrennen am 10. bzw. 11. Dezember in Panorama | —                            |
| 16.11.2024 | Copper Mountain (USA) | Rennen abgesagt, Ersatzrennen am 10. bzw. 11. Dezember in Panorama | Rennen abgesagt, Ersatzrennen am 10. bzw. 11. Dezember in Panorama | Rennen abgesagt, Ersatzrennen am 10. bzw. 11. Dezember in Panorama | —                            |
| 10.12.2024 | Panorama (CAN)        | Brodie Seger                                                       | Raphael Lessard                                                    | Isaiah Nelson                                                      | Brodie Seger                 |
| 11.12.2024 | Panorama (CAN)        | Raphael Lessard                                                    | Isaiah Nelson                                                      | Johs Bråthen Herland                                               | Raphael Lessard              |
| 08.02.2025 | Kimberley (CAN)       | Raphael Lessard                                                    | Kyle Alexander                                                     | Kyle Blandford                                                     | Raphael Lessard              |
| 09.02.2025 | Kimberley (CAN)       | Raphael Lessard                                                    | Kyle Alexander                                                     | Tanner Perkins                                                     | Raphael Lessard              |
| 13.03.2025 | Sugarloaf (USA)       | Riley Seger                                                        | Kyle Negomir                                                       | Jeffrey Read                                                       | Raphael Lessard              |
| 14.03.2025 | Sugarloaf (USA)       | Raphael Lessard                                                    | Kyle Negomir                                                       | Loic Cable                                                         | Raphael Lessard              |

### Riesenslalom
| Datum      | Ort                   | 1. Platz                           | 2. Platz                           | 3. Platz                           | Führender Disziplinenwertung |
| ---------- | --------------------- | ---------------------------------- | ---------------------------------- | ---------------------------------- | ---------------------------- |
| 20.11.2024 | Copper Mountain (USA) | Rennen abgesagt, kein Ersatzrennen | Rennen abgesagt, kein Ersatzrennen | Rennen abgesagt, kein Ersatzrennen | —                            |
| 21.11.2024 | Copper Mountain (USA) | Rennen abgesagt, kein Ersatzrennen | Rennen abgesagt, kein Ersatzrennen | Rennen abgesagt, kein Ersatzrennen | —                            |
| 12.12.2024 | Panorama (CAN)        | Liam Wallace                       | Asher Jordan                       | Isaiah Nelson                      | Liam Wallace                 |
| 13.12.2024 | Panorama (CAN)        | Isaiah Nelson                      | Liam Wallace                       | Asher Jordan                       | Liam Wallace Isaiah Nelson   |
| 29.01.2025 | Lake Louise (CAN)     | Liam Wallace                       | Jacob Dilling                      | Daniele Sette                      | Liam Wallace                 |
| 30.01.2025 | Lake Louise (CAN)     | Liam Wallace                       | Johs Bråthen Herland               | Nolan Sweeney                      | Liam Wallace                 |
| 18.03.2025 | Sugarloaf (USA)       | Ryder Sarchett                     | Johs Bråthen Herland               | Isaiah Nelson                      | Liam Wallace                 |
| 19.03.2025 | Sugarloaf (USA)       | Rennen abgesagt, kein Ersatzrennen | Rennen abgesagt, kein Ersatzrennen | Rennen abgesagt, kein Ersatzrennen | Liam Wallace                 |

### Slalom
| Datum      | Ort                 | 1. Platz                           | 2. Platz                           | 3. Platz                           | Führender Disziplinenwertung |
| ---------- | ------------------- | ---------------------------------- | ---------------------------------- | ---------------------------------- | ---------------------------- |
| 18.11.2024 | Aspen (USA)         | Rennen abgesagt, kein Ersatzrennen | Rennen abgesagt, kein Ersatzrennen | Rennen abgesagt, kein Ersatzrennen | —                            |
| 19.11.2024 | Aspen (USA)         | Rennen abgesagt, kein Ersatzrennen | Rennen abgesagt, kein Ersatzrennen | Rennen abgesagt, kein Ersatzrennen | —                            |
| 14.12.2024 | Panorama (CAN)      | Stanley Buzek                      | Camden Palmquist                   | Matej Vidovic                      | Stanley Buzek                |
| 15.12.2024 | Panorama (CAN)      | Jesse Kertesz-Knight               | Matej Vidovic                      | Jevin Palmquist                    | Matej Vidovic                |
| 27.01.2025 | Mount Norquay (CAN) | Jesse Kertesz-Knight               | Pierick Charest                    | Jimmy Krupka                       | Jesse Kertesz-Knight         |
| 28.01.2025 | Mount Norquay (CAN) | Max Malsiner                       | Stanley Buzek                      | Camden Palmquist                   | Jesse Kertesz-Knight         |
| 19.03.2025 | Sugarloaf (USA)     | Matej Vidovic                      | Stanley Buzek                      | Camden Palmquist                   | Matej Vidovic                |
| 20.03.2025 | Sugarloaf (USA)     | Matej Vidovic                      | Raphael Lessard                    | Cooper Puckett                     | Matej Vidovic                |

## Podestplatzierungen Damen

### Abfahrt
| Datum      | Ort             | 1. Platz     | 2. Platz                | 3. Platz          | Führender Disziplinenwertung |
| ---------- | --------------- | ------------ | ----------------------- | ----------------- | ---------------------------- |
| 05.02.2025 | Kimberley (CAN) | Haley Cutler | Annika Hunt             | Shae Obrien       | Haley Cutler                 |
| 06.02.2025 | Kimberley (CAN) | Haley Cutler | Zoe Gray                | Viktoria Zaytseva | Haley Cutler                 |
| 12.03.2025 | Sugarloaf (USA) | Annika Hunt  | Anne-Catherine Theberge | Mary Bocock       | Haley Cutler                 |
| 12.03.2025 | Sugarloaf (USA) | Mary Bocock  | Annika Hunt             | Estelle Martin    | Annika Hunt                  |

### Super-G
| Datum      | Ort                   | 1. Platz                                                           | 2. Platz                                                           | 3. Platz                                                           | Führende Disziplinenwertung |
| ---------- | --------------------- | ------------------------------------------------------------------ | ------------------------------------------------------------------ | ------------------------------------------------------------------ | --------------------------- |
| 17.11.2024 | Copper Mountain (USA) | Rennen abgesagt, Ersatzrennen am 10. bzw. 11. Dezember in Panorama | Rennen abgesagt, Ersatzrennen am 10. bzw. 11. Dezember in Panorama | Rennen abgesagt, Ersatzrennen am 10. bzw. 11. Dezember in Panorama | —                           |
| 17.11.2024 | Copper Mountain (USA) | Rennen abgesagt, Ersatzrennen am 10. bzw. 11. Dezember in Panorama | Rennen abgesagt, Ersatzrennen am 10. bzw. 11. Dezember in Panorama | Rennen abgesagt, Ersatzrennen am 10. bzw. 11. Dezember in Panorama | —                           |
| 10.12.2024 | Panorama (CAN)        | Bobbi Jo Griffin                                                   | Kiki Alexander                                                     | Annika Hunt                                                        | Bobbi Jo Griffin            |
| 11.12.2024 | Panorama (CAN)        | Dasha Romanov                                                      | Viktoria Zaytseva                                                  | Sarah Bennett                                                      | Dasha Romanov               |
| 08.02.2025 | Kimberley (CAN)       | Haley Cutler                                                       | Elisabeth Bocock                                                   | Annika Hunt                                                        | Dasha Romanov               |
| 09.02.2025 | Kimberley (CAN)       | Haley Cutler                                                       | Annika Hunt                                                        | Tatum Grosdidier                                                   | Annika Hunt                 |
| 13.03.2025 | Sugarloaf (USA)       | Mary Bocock                                                        | Liv Moritz                                                         | Annika Hunt                                                        | Annika Hunt                 |
| 14.03.2025 | Sugarloaf (USA)       | Annika Hunt                                                        | Mary Bocock                                                        | Logan Grosdidier                                                   | Annika Hunt                 |

### Riesenslalom
| Datum      | Ort                   | 1. Platz              | 2. Platz          | 3. Platz           | Führende Disziplinenwertung |
| ---------- | --------------------- | --------------------- | ----------------- | ------------------ | --------------------------- |
| 18.11.2024 | Copper Mountain (USA) | Rennen abgesagt       | Rennen abgesagt   | Rennen abgesagt    | —                           |
| 19.11.2024 | Copper Mountain (USA) | Rennen abgesagt       | Rennen abgesagt   | Rennen abgesagt    | —                           |
| 14.12.2024 | Panorama (CAN)        | Madison Hoffman       | Adriana Jelinkova | Mary Bocock        | Madison Hoffman             |
| 15.12.2024 | Panorama (CAN)        | Hanna Aronsson Elfman | Adriana Jelinkova | Justine Lamontagne | Adriana Jelinkova           |
| 27.01.2024 | Lake Louise (CAN)     | Elisabeth Bocock      | Liv Moritz        | Justine Lamontagne | Adriana Jelinkova           |
| 28.01.2024 | Lake Louise (CAN)     | Elisabeth Bocock      | Sara Rask         | Justine Lamontagne | Justine Lamontagne          |
| 19.03.2025 | Burke (USA)           | Cassidy Gray          | Adriana Jelinkova | Logan Grosdidier   | Adriana Jelinkova           |
| 19.03.2025 | Burke (USA)           | Elisabeth Bocock      | Cassidy Gray      | Adriana Jelinkova  | Elisabeth Bocock            |

### Slalom
| Datum      | Ort                 | 1. Platz         | 2. Platz              | 3. Platz                 | Führende Disziplinenwertung |
| ---------- | ------------------- | ---------------- | --------------------- | ------------------------ | --------------------------- |
| 20.11.2024 | Aspen (USA)         | Rennen abgesagt  | Rennen abgesagt       | Rennen abgesagt          | —                           |
| 21.11.2024 | Aspen (USA)         | Rennen abgesagt  | Rennen abgesagt       | Rennen abgesagt          | —                           |
| 12.12.2024 | Panorama (CAN)      | Amelia Smart     | Hanna Aronsson Elfman | Madison Hoffman          | Amelia Smart                |
| 13.12.2024 | Panorama (CAN)      | Amelia Smart     | Madison Hoffman       | Hanna Aronsson Elfman    | Amelia Smart                |
| 29.01.2025 | Mount Norquay (CAN) | Kiki Alexander   | Liv Moritz            | Sara Rask Victoria Palla | Amelia Smart                |
| 30.01.2025 | Mount Norquay (CAN) | Liv Moritz       | Victoria Palla        | Kiki Alexander           | Liv Moritz                  |
| 18.03.2025 | Burke (USA)         | Elisabeth Bocock | Logan Grosdidier      | Annika Hunt              | Kiki Alexander              |
| 18.03.2025 | Burke (USA)         | Elisabeth Bocock | Liv Moritz            | Sarah Bennett            | Liv Moritz                  |